# インポッシブル (映画)
『インポッシブル』（スペイン語: Lo Imposible ロ・インポスィーブレ, 英語: The Impossible）は、2012年のスペインのディザスター・ドラマ映画。監督はJ・A・バヨナ、脚本はセルヒオ・G・サンチェス。ナオミ・ワッツとユアン・マクレガーが出演し、2005年の映画『ステイ』以来2度目の共演になる。2004年のスマトラ島沖地震による津波に巻き込まれたスペイン人一家の実話を基にしている。
2012年9月9日に第37回トロント国際映画祭でワールド・プレミアが行われた。

## キャスト
※括弧内は日本語吹替
- マリア - ナオミ・ワッツ（岡寛恵）
- ヘンリー - ユアン・マクレガー（森川智之）
- ルーカス - トム・ホランド（小林由美子）
- トマス - サミュエル・ジョスリン（白石涼子）
- サイモン - オークリー・ペンダーガスト（佐藤美由希）
- 老婆 - ジェラルディン・チャップリン（前田敏子）

## あらすじ
クリスマス休暇をビーチ・リゾートで過ごすため、マリア・ベネット（ナオミ・ワッツ）と夫のヘンリー（ユアン・マクレガー）は、3人の息子ルーカス（トム・ホランド）、トーマス（サミュエル・ジョスリン）、サイモン（オークリー・ペンダーガスト）を連れタイのカオラックを訪れる。リゾートを満喫するはずが、クリスマス翌日、2004年のスマトラ沖地震に伴う未曾有の津波に巻き込まれる。一瞬にして津波にのみ込まれ、皆生き延びたものの、マリアは重症を負い、離散した家族はそれぞれの無事を祈りつつ再会に向けて歩み始める。

## 製作
映画はスペインのアパッチ・エンターテインメントとTelecinco Cinemaが共同で製作した。監督、脚本家、プロダクションマネージャー、撮影監督、作曲家、編集技師は全て『永遠のこどもたち』と同一である。
主要撮影は2010年8月23日にスペインのアリカンテで始まり、10月にタイで行なわれた。

## 公開
2012年10月11日にワーナー・ブラザース配給によりスペインで公開された。アメリカ合衆国での配給権はサミット・エンターテインメントにより、プリセールスの段階で購入されており、2011年12月26日にティーザー予告編が公開された。全長版の英語予告編は2012年8月20日に公開され、同年12月21日にアメリカ合衆国で封切られた。

## 評価
2012年12月22日時点でRotten Tomatoesでは76件の批評家レビューで支持率は80%、平均点は7.2/10となっている。Metacriticでは29件のレビューで加重平均値は75/100となっている。